# Némethy Gergely
Némethy Gergely más alakban Némethi (? – Székelyderzs, 1612. szeptember 4.) hajdúkapitány, Bocskai István tanácsosa, a Bocskai-szabadságharc egyik fontos alakja.

## Élete
A tizenöt éves háborúban tűnik fel 1603-ban, amikor az Erdélybe küldött sereggel először Székely Mózes ellen harcolt. Az álmosdi ütközet előtt Bocskai mellé állt Lippai Balázzsal együtt és megszállta Felső-Magyarországot 1604-ben. Október 17-én egy kisebb sereggel útját állta a bevonuló Giorgio Basta generális seregének, aki viszont Osgyánnál megsemmisítette, ez köszönhető testvére Némethy Balázs meggondolatlanságának, aki ezért kiérdemelte a „Hűbele Balázs” nevet. Ezután Kassa védelmében vette ki a részét, majd hajdú-tatár seregével betört Nyugat-Magyarországra, s Stájerországban is tett portyázást.
Báthory Gábor vele szerezte meg az Erdélyi Fejedelemséget. Feleségül vette Kendi Sándor lányát, Krisztinát, és ezzel bejutott az erdélyi főrendek közé. Kendi Kornis Boldizsárral összeesküvést szőtt a fejedelem ellen, de ő ebben nem vette ki a részét és végig hű maradt Báthoryhoz. 1609-től Udvarhelyszék főkapitánya, 1611-től belső-szolnoki főispán. Az 1611-ben betörő havasalföldi-kozák sereggel szemben a barcaszentpéteri csatában az erdélyi sereget vezette. Miután Báthory török segítséggel megmenekült Némethy Botfalu erődtemplomát kezdte ostromolni, amit szász felkelők védtek. Itt megsebesült és a sebébe belehalt.

## A szépirodalomban
- Geréb László: A parasztgenerális[2] (Ifjúsági Kiadó, Budapest, 1954) Online elérhetőség